# José Aguilar Pulsán

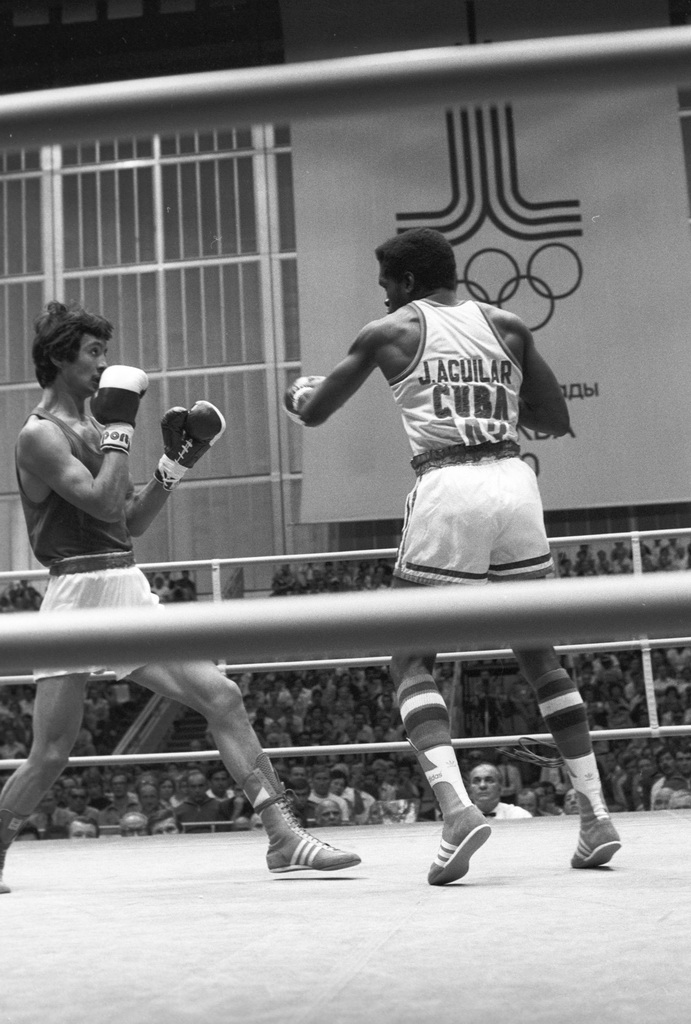
Aguilar (rechts) im Kampf gegen Serik Qonaqbajew

José Aguilar Pulsán (* 19. Dezember 1958 in Guantánamo; † 4. April 2014 ebenda) war ein kubanischer Boxer.
Aguilar war kubanischer Meister 1978 im Leichtgewicht (-60 kg), 1979 und 1981 im Halbweltergewicht (-63,5 kg) und 1983 im Halbmittelgewicht (-71 kg).
Bei den Olympischen Spielen 1980 gewann Aguilar nach Siegen über Martin Brereton, Irland (RSC 1.), Ryu Bun Hwa, Nordkorea (4:1), und Farouk Jawad, Irak (RSC 3.), und einer Halbfinalniederlage gegen Serik Qonaqbajew, Sowjetunion (4:1), die Bronzemedaille im Halbweltergewicht. 1979 gewann er außerdem die Bronzemedaille bei den Panamerikanischen Spielen in San Juan und holte vier Jahre später in Caracas Silber.
José Aguilar starb am 4. April 2014 an einem Schlaganfall.